# Final de la FA Cup 2024-25
La Final de la FA Cup 2024-25 fue la 144.ª edición de la definición del torneo. La Final se disputó el 17 de mayo de 2025 en el estadio de Wembley. Los finalistas fueron el Manchester City y el Crystal Palace.  El Crystal Palace se convirtió en campeón de la competencia tras la victoria por 1-0, siendo este el primer título de FA Cup para el equipo del sur de Londres.

## Finalistas
En negrita, las finales ganadas.
| Equipos         | Finales jugadas anteriormente | Finales jugadas anteriormente                                                                                        |
| --------------- | ----------------------------- | --- |
| Manchester City | 12 (7)                        | 1903-04, 1925-26, 1932-33, 1933-34, 1954-55, 1955-56, 1968-69, 1980-81, 2010-11, 2012-13, 2018-19, 2022-23, 2023-24. |
| Crystal Palace  | 2 (0)                         | 1989-90, 2015-16. |

## Sede de la Final
La final se jugó en el Estadio de Wembley, de Londres, Inglaterra, Reino Unido. 
| Inglaterra              |         |         |         |
| Ciudad                  | Estadio |         |         |
| Londres                 | Wembley | Wembley | Wembley |
|                         |         |         |         |
| 90 000 espectadores     |         |         |         |
| Final de la FA Cup 2024 |         |         |         |

## Camino a la final
| Manchester City   | Manchester City | Manchester City | Eliminatoria     | Crystal Palace   | Crystal Palace | Crystal Palace |
| ----------------- | --------------- | --------------- | ---------------- | ---------------- | -------------- | -------------- |
| Rival             | Resultado       | Resultado       | Fase             | Rival            | Resultado      | Resultado      |
| Salford City      |                 | 8–0             | Tercera ronda    | Stockport County |                | 1–0            |
| Leyton Orient     |                 | 1–2             | Cuarta ronda     | Doncaster Rovers |                | 0–2            |
| Plymouth Argyle   |                 | 3–1             | Octavos de final | Millwall         |                | 3–1            |
| Bournemouth       |                 | 1–2             | Cuartos de final | Fulham           |                | 0–3            |
| Nottingham Forest |                 | 0–2             | Semifinales      | Aston Villa      |                | 3–0            |

## Partido

### Ficha
| 18    | Guardameta     | Stefan Ortega   |     |
| 25    | Defensa        | Manuel Akanji   |     |
| 3     | Defensa        | Rúben Dias      |     |
| 24    | Defensa        | Joško Gvardiol  |     |
| 75    | Defensa        | Nico O'Reilly   |     |
| 17    | Centrocampista | Kevin De Bruyne |     |
| 20    | Centrocampista | Bernardo Silva  | 88' |
| 26    | Centrocampista | Savinho         | 76' |
| 7     | Centrocampista | Omar Marmoush   | 76' |
| 11    | Delantero      | Jérémy Doku     |     |
| 9     | Delantero      | Erling Haaland  |     |
| D. T. | D. T.          | Pep Guardiola   |     |

| 1     | Guardameta     | Dean Henderson       |     |
| 26    | Defensa        | Chris Richards       |     |
| 5     | Defensa        | Maxence Lacroix      |     |
| 6     | Defensa        | Marc Guéhi           | 61' |
| 12    | Centrocampista | Daniel Muñoz         |     |
| 20    | Centrocampista | Adam Wharton         | 87' |
| 18    | Centrocampista | Daichi Kamada        |     |
| 3     | Centrocampista | Tyrick Mitchell      |     |
| 7     | Delantero      | Ismaïla Sarr         |     |
| 10    | Delantero      | Eberechi Eze         |     |
| 14    | Delantero      | Jean-Philippe Mateta | 78' |
| D. T. | D. T.          | Oliver Glasner       |     |

| 30 | Centrocampista | Claudio Echeverri | 76' |
| 47 | Centrocampista | Phil Foden        | 76' |
| 19 | Centrocampista | İlkay Gündoğan    | 88' |

| 8  | Centrocampista | Jefferson Lerma | 61' |
| 9  | Delantero      | Eddie Nketiah   | 78' |
| 19 | Centrocampista | Will Hughes     | 87' |

| 16' | Eberechi Eze | 0:1 |

| 66' · 75' · 82' · 85' · 90+4' | Nico O'Reilly Bernardo Silva Rúben Dias Kevin De Bruyne Claudio Echeverri |

| 90+1' | Dean Henderson |

| Principal  | Stuart Attwell |
| Asistentes | Adam Nunn      |
|            | Dan Robathan   |
| Cuarto     | Darren England |
| Quinto     | Craig Taylor   |

| VAR            | Jarred Gillett    |
| Asistentes VAR | Michael Salisbury |
|                | Darren Cann       |

|                    |     |     |
| Tiros              | 23  | 7   |
| Tiros a puerta     | 6   | 2   |
| Faltas             | 7   | 7   |
| Saques de esquina  | 7   | 1   |
| Penaltis           | 1   | 0   |
| Fueras de juego    | 1   | 7   |
| Posesión del balón | 78% | 22% |

| Alineación inicial |

| 18    | Guardameta     | Stefan Ortega   |     |
| 25    | Defensa        | Manuel Akanji   |     |
| 3     | Defensa        | Rúben Dias      |     |
| 24    | Defensa        | Joško Gvardiol  |     |
| 75    | Defensa        | Nico O'Reilly   |     |
| 17    | Centrocampista | Kevin De Bruyne |     |
| 20    | Centrocampista | Bernardo Silva  | 88' |
| 26    | Centrocampista | Savinho         | 76' |
| 7     | Centrocampista | Omar Marmoush   | 76' |
| 11    | Delantero      | Jérémy Doku     |     |
| 9     | Delantero      | Erling Haaland  |     |
| D. T. | D. T.          | Pep Guardiola   |     |

| 1     | Guardameta     | Dean Henderson       |     |
| 26    | Defensa        | Chris Richards       |     |
| 5     | Defensa        | Maxence Lacroix      |     |
| 6     | Defensa        | Marc Guéhi           | 61' |
| 12    | Centrocampista | Daniel Muñoz         |     |
| 20    | Centrocampista | Adam Wharton         | 87' |
| 18    | Centrocampista | Daichi Kamada        |     |
| 3     | Centrocampista | Tyrick Mitchell      |     |
| 7     | Delantero      | Ismaïla Sarr         |     |
| 10    | Delantero      | Eberechi Eze         |     |
| 14    | Delantero      | Jean-Philippe Mateta | 78' |
| D. T. | D. T.          | Oliver Glasner       |     |

| 30 | Centrocampista | Claudio Echeverri | 76' |
| 47 | Centrocampista | Phil Foden        | 76' |
| 19 | Centrocampista | İlkay Gündoğan    | 88' |

| 8  | Centrocampista | Jefferson Lerma | 61' |
| 9  | Delantero      | Eddie Nketiah   | 78' |
| 19 | Centrocampista | Will Hughes     | 87' |

| 16' | Eberechi Eze | 0:1 |

| 66' · 75' · 82' · 85' · 90+4' | Nico O'Reilly Bernardo Silva Rúben Dias Kevin De Bruyne Claudio Echeverri |

| 90+1' | Dean Henderson |

| Principal  | Stuart Attwell |
| Asistentes | Adam Nunn      |
|            | Dan Robathan   |
| Cuarto     | Darren England |
| Quinto     | Craig Taylor   |

| VAR            | Jarred Gillett    |
| Asistentes VAR | Michael Salisbury |
|                | Darren Cann       |

|                    |     |     |
| Tiros              | 23  | 7   |
| Tiros a puerta     | 6   | 2   |
| Faltas             | 7   | 7   |
| Saques de esquina  | 7   | 1   |
| Penaltis           | 1   | 0   |
| Fueras de juego    | 1   | 7   |
| Posesión del balón | 78% | 22% |

| Alineación inicial |

| 18    | Guardameta     | Stefan Ortega   |     |
| 25    | Defensa        | Manuel Akanji   |     |
| 3     | Defensa        | Rúben Dias      |     |
| 24    | Defensa        | Joško Gvardiol  |     |
| 75    | Defensa        | Nico O'Reilly   |     |
| 17    | Centrocampista | Kevin De Bruyne |     |
| 20    | Centrocampista | Bernardo Silva  | 88' |
| 26    | Centrocampista | Savinho         | 76' |
| 7     | Centrocampista | Omar Marmoush   | 76' |
| 11    | Delantero      | Jérémy Doku     |     |
| 9     | Delantero      | Erling Haaland  |     |
| D. T. | D. T.          | Pep Guardiola   |     |

| 1     | Guardameta     | Dean Henderson       |     |
| 26    | Defensa        | Chris Richards       |     |
| 5     | Defensa        | Maxence Lacroix      |     |
| 6     | Defensa        | Marc Guéhi           | 61' |
| 12    | Centrocampista | Daniel Muñoz         |     |
| 20    | Centrocampista | Adam Wharton         | 87' |
| 18    | Centrocampista | Daichi Kamada        |     |
| 3     | Centrocampista | Tyrick Mitchell      |     |
| 7     | Delantero      | Ismaïla Sarr         |     |
| 10    | Delantero      | Eberechi Eze         |     |
| 14    | Delantero      | Jean-Philippe Mateta | 78' |
| D. T. | D. T.          | Oliver Glasner       |     |

| 30 | Centrocampista | Claudio Echeverri | 76' |
| 47 | Centrocampista | Phil Foden        | 76' |
| 19 | Centrocampista | İlkay Gündoğan    | 88' |

| 8  | Centrocampista | Jefferson Lerma | 61' |
| 9  | Delantero      | Eddie Nketiah   | 78' |
| 19 | Centrocampista | Will Hughes     | 87' |

| 16' | Eberechi Eze | 0:1 |

| 66' · 75' · 82' · 85' · 90+4' | Nico O'Reilly Bernardo Silva Rúben Dias Kevin De Bruyne Claudio Echeverri |

| 90+1' | Dean Henderson |

| Principal  | Stuart Attwell |
| Asistentes | Adam Nunn      |
|            | Dan Robathan   |
| Cuarto     | Darren England |
| Quinto     | Craig Taylor   |

| VAR            | Jarred Gillett    |
| Asistentes VAR | Michael Salisbury |
|                | Darren Cann       |

|                    |     |     |
| Tiros              | 23  | 7   |
| Tiros a puerta     | 6   | 2   |
| Faltas             | 7   | 7   |
| Saques de esquina  | 7   | 1   |
| Penaltis           | 1   | 0   |
| Fueras de juego    | 1   | 7   |
| Posesión del balón | 78% | 22% |

| Alineación inicial |

| 18    | Guardameta     | Stefan Ortega   |     |
| 25    | Defensa        | Manuel Akanji   |     |
| 3     | Defensa        | Rúben Dias      |     |
| 24    | Defensa        | Joško Gvardiol  |     |
| 75    | Defensa        | Nico O'Reilly   |     |
| 17    | Centrocampista | Kevin De Bruyne |     |
| 20    | Centrocampista | Bernardo Silva  | 88' |
| 26    | Centrocampista | Savinho         | 76' |
| 7     | Centrocampista | Omar Marmoush   | 76' |
| 11    | Delantero      | Jérémy Doku     |     |
| 9     | Delantero      | Erling Haaland  |     |
| D. T. | D. T.          | Pep Guardiola   |     |

| 1     | Guardameta     | Dean Henderson       |     |
| 26    | Defensa        | Chris Richards       |     |
| 5     | Defensa        | Maxence Lacroix      |     |
| 6     | Defensa        | Marc Guéhi           | 61' |
| 12    | Centrocampista | Daniel Muñoz         |     |
| 20    | Centrocampista | Adam Wharton         | 87' |
| 18    | Centrocampista | Daichi Kamada        |     |
| 3     | Centrocampista | Tyrick Mitchell      |     |
| 7     | Delantero      | Ismaïla Sarr         |     |
| 10    | Delantero      | Eberechi Eze         |     |
| 14    | Delantero      | Jean-Philippe Mateta | 78' |
| D. T. | D. T.          | Oliver Glasner       |     |

| 30 | Centrocampista | Claudio Echeverri | 76' |
| 47 | Centrocampista | Phil Foden        | 76' |
| 19 | Centrocampista | İlkay Gündoğan    | 88' |

| 8  | Centrocampista | Jefferson Lerma | 61' |
| 9  | Delantero      | Eddie Nketiah   | 78' |
| 19 | Centrocampista | Will Hughes     | 87' |

| 16' | Eberechi Eze | 0:1 |

| 66' · 75' · 82' · 85' · 90+4' | Nico O'Reilly Bernardo Silva Rúben Dias Kevin De Bruyne Claudio Echeverri |

| 90+1' | Dean Henderson |

| Principal  | Stuart Attwell |
| Asistentes | Adam Nunn      |
|            | Dan Robathan   |
| Cuarto     | Darren England |
| Quinto     | Craig Taylor   |

| VAR            | Jarred Gillett    |
| Asistentes VAR | Michael Salisbury |
|                | Darren Cann       |

|                    |     |     |
| Tiros              | 23  | 7   |
| Tiros a puerta     | 6   | 2   |
| Faltas             | 7   | 7   |
| Saques de esquina  | 7   | 1   |
| Penaltis           | 1   | 0   |
| Fueras de juego    | 1   | 7   |
| Posesión del balón | 78% | 22% |

| Alineación inicial |

|                       |
| Campeón               |
| Bandera de Inglaterra |
| Crystal Palace        |
| 1.° título            |